# ホッチカズヒロ
ホッチ カズヒロ（本名：発智 和宏）は、埼玉県出身の日本のアニメーション作家である。

## 概要
東京都在住。埼玉県立大宮光陵高等学校、多摩美術大学を卒業し、東京芸術大学大学院に進学し修了。多摩美術大学では、中谷日出に師事していた。
NHKの公募番組『デジタル・スタジアム』に入選し、作家活動に入る。2012年、アニメーション制作会社「フウシオスタジオ」の設立に参加。

## 作風
独創的な世界を描くアニメーション作家。繊細で優しい作風を持ちながら、力強い描写も得意。動物、自然物、建物、乗物の描写を得意とする。作品によっては絵柄を変える時もある。
コンピューターソフトと画材の併用で描く事も多い。画材はアクリルガッシュ、色鉛筆、ペン、シャープペンシルなど。ソフトはAdobe PhotoshopとAfterEffectsを主に使用。アクリルガッシュの時は、味わい深い彩色をする為に、下地にテクスチャーや色を多く塗り重ね、筆先が開いた安物の筆を使用することもある。

## 人物
幼い頃からNHKが好きで「みんなのうた」の映像を作る事に、強い憧れを抱いていた。現在フリーのアニメーション作家として活動し、これまでに「みんなのうた」の映像を6本手がけているが、今でも「みんなのうた」が大好きである。

## 受賞歴
2000年
- NHKBSデジタル・スタジアム入選／爆走BABY
- JACA日本ビジュアルアート展入選／絵画「街」

2001年
- NHKBSデジタル・スタジアム入賞／青い部屋

2005年
- 文化庁メディア芸術祭アート部門優秀賞／アニマ
- デジタル・スタジアム入賞(デジスタアワード最終審査ノミネート)／アニマ
- ブロードバンドアート&コンテンツアワードジャパン優秀作／アニマ
- 東京ネットムービーフェスティバル優秀賞／アニマ
- 東京芸術大学大学院修了制作デザイン賞／アニマ
- NHKBSデジタル・スタジアム入選／春 Spring

2006年
- 東京アニメアワード公募学生部門優秀作品賞／アニマ
- ソウル国際アニメーションフェスティバル入選／アニマ

2009年
- Youtubeビデオアワードジャパンノミネート／DOUDOU

## 主な作品
2002年
- DOUDOU（自主制作アニメ）

2005年
- ANIMA（自主制作アニメ）

2008年
- ある夜の物語（星新一ショートショート、アニメ制作）
- What's a wonderful world（ベネッセ教材用ミュージックビデオ、アニメ制作）
- イヴの時間（吉浦康裕監督作品、背景美術一枚提供）

2009年
- 発進!龍馬伝 龍馬30Seconds（NHK高知 大河ドラマ龍馬伝をイメージしたスポット）
- 四季（フジテレビ、SMAP×SMAPの題名を使った10秒のショートアニメ制作）
- SOUND+1（NHKBS、タイトル映像.ロゴ.ポスター&ホームページイラスト等制作）

2010年
- TVアニメ「リタとナントカ」第8話「えんそくにいく」（NHK、アニメ制作）
- 天才じゃなくても夢をつかめる10の法則（日本テレビ、一部イラスト制作）

2011年
- ジュウガイア（YouTubeNextUp支援アニメ、製作中）
- 額縁をくぐって物語の中へ「フュースリ／夢魔」（NHKBS、アニメ部分制作）
- 額縁をくぐって物語の中へ「ボッティチェリ／春」（NHKBS、アニメ部分制作）

2012年
- TVアニメ「ブラック★ロックシューター」（劇中絵本「ことりとり いろいろのいろ」の挿絵やEDイラストを担当）
- 童話「トム君はめいたんてい」（挿絵）

2013年
- 「よりそう」（NHKシンサイミライ学校、アニメ制作）
- あいうえおうさま（BS11、コンテ・撮影などを数話担当）
- TVアニメ「進撃の巨人」（絵を数枚提供）
- AKB映像センター（フジテレビ、オープニング制作）
- 劇場版アニメ「劇場版 HUNTER×HUNTER -The LAST MISSION-」（一部背景を制作）

2014年
- TVアニメ「ノーゲーム・ノーライフ」（エンディング映像制作）

2015年
- アニメPV「カフェちゃんとブレークタイム」（監督）

2016年
- TVアニメ 「SUPER LOVERS」（第9話、特殊効果を担当）
- TVアニメ 「少年アシベ GO! GO! ゴマちゃん」（第13話、演出）
- TVアニメ 「クラシカロイド」（コンセプトデザイン）

2017年
- 劇場版アニメ 「ノーゲーム・ノーライフ ゼロ」（コンセプトアート）

### みんなのうた
- ◆は、5分間1曲枠の楽曲（ロングのうた）。
- 1.空へ / 岡本知高（2005年2月・3月放送）◆
- 2.のびろのびろだいすきな木 / アン・サリー（2007年6月・7月放送）
- 3.CRYSTAL CHILDREN / クリスタルズ（2008年4月・5月放送）◆
- 4.魔法の料理 ～君から君へ～ / BUMP OF CHICKEN（2010年4月・5月放送）◆
- 5.友 ～旅立ちの時～ / ゆず（2013年8月・9月放送）
- 6.ぼくも / 長澤知之 feat. 松崎ナオ（2023年10月・11月放送）